# (13650) Périmède
(13650) Périmède, désignation internationale (13650) Perimedes, est un astéroïde troyen jovien.

## Description
(13650) Périmède est un astéroïde troyen jovien, camp grec, c'est-à-dire situé au point de Lagrange L4 du système Soleil-Jupiter. Il présente une orbite caractérisée par un demi-grand axe de 5,208 UA, une excentricité de 0,098 et une inclinaison de 10,7° par rapport à l'écliptique.
Il est nommé en référence au personnage de la mythologie grecque Périmède, acteur du conflit légendaire de la guerre de Troie.

## Compléments